# Белка Аберта
Белка Аберта (лат. Sciurus aberti) — вид грызунов из семейства беличьих, распространённый в США и Мексике. Видовое название дано в честь американского военного и инженера Джона Джеймса Аберта (1788—1863). Белка Аберта в пределах рода Sciurus выделена в самостоятельный подрод Otosciurus.

## Внешний вид

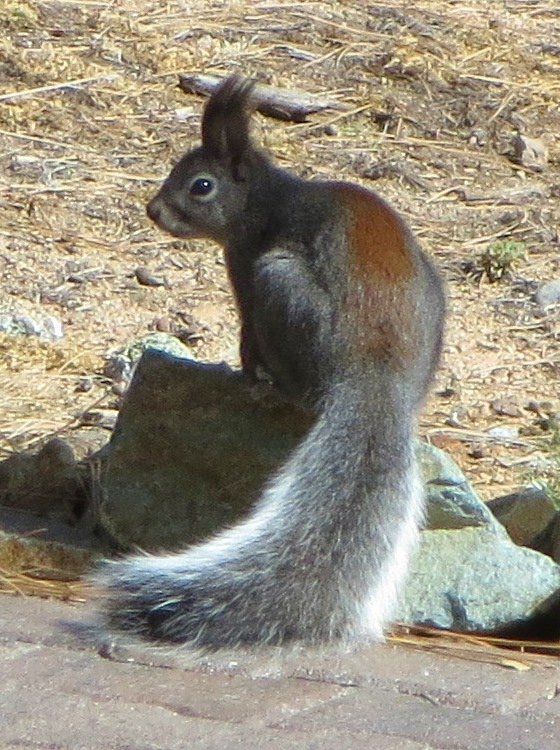
Буро-рыжая полоса шерсти на спине белки Аберта

Длина тела белки Аберта 46—58 см, хвоста — 19—25 см. Как и обыкновенная белка, имеет кисточки на ушах длиной 2—3 см. Шерсть серая, на спине заметна буро-рыжая полоса. Голова округлая, с чёрными глазами. На морде растут чувствительные вибриссы. 

## Таксономия
В настоящее время для белки Аберта принято научное название Sciurus aberti. Существует девять подвидов, в том числе и кайбабская белка (Sciurus aberti kaibabensis), ранее рассматривавшаяся как отдельный вид:
- S. a. aberti (Woodhouse). Распространение — Аризона.
- S. a. barberi (Allen). Распространение — Чиуауа.
- S. a. chuscensis (Goldman). Распространение — Нью-Мексико.
- S. a. durangi (Thomas). Распространение — Дуранго.
- S. a. ferrous (True). Распространение — Колорадо.
- S. a. kaibabensis (Merriam). Распространение — Аризона.
- S. a. mimus (Merriam). Распространение — Нью-Мексико.
- S. a. navajo (Durrant & Kelson). Распространение — Юта.
- S. a. phaeurus (Allen). Распространение — Дуранго и юг Чиуауа.

## Распространение
Белка Аберта встречается в хвойных лесах на юго-западе США, в штатах Вайоминг, Колорадо, Нью-Мексико, Аризона, Юта, а также в ряде районов Мексики.

## Образ жизни и питание

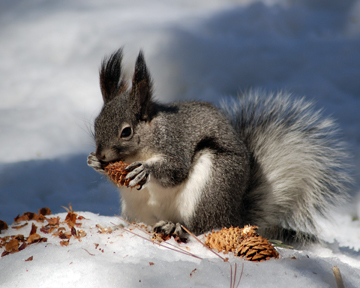
Белка Аберта поедает семена из сосновой шишки

Для укрытия и гнездования белки Аберта практически всегда используют сосну жёлтую. Питаются её семенами, в том числе незрелыми (однако предпочитают им семена Pinus cembroides), внутренним слоем коры, почками и пыльцой. Существенную часть их рациона могут составлять и дубовые жёлуди. Кроме того, поедают грибы (в том числе подземные), падаль, кости и рога. Питание может продолжаться даже в суровую погоду.
Воду белки Аберта получают в основном из пищи. Но иногда они пьют из прудов или из дождевых луж.

## Гнездование
Белки Аберта строят свои гнёзда в ветвях сосны жёлтой. Эти белки, в отличие от остальных североамериканских белок, не делают запасы корма.
В начале весны у белок Аберта начинается период размножения. В среднем в помёте самки 3—4 детёныша. Новорождённые бельчата весят всего 12 г, но уже через 2 месяца они становятся самостоятельными.